# Tradition félibréenne à Sceaux
La tradition félibréenne se compose d'un ensemble de manifestations et d'institutions culturelles localisées à Sceaux.

## Prémices
La tradition est conçue en mai 1878 par Paul Arène après la découverte, au côté de Valéry Vernier, de la tombe de Jean-Pierre Claris de Florian à Sceaux. En 1954, Ivan Gaussen soulignera leur « régularité constante », et notera qu'elles comporteront parfois « des manifestations littéraires qui eurent un certain retentissement et qui permirent d'associer au mouvement félibréen les personnalités académiques les plus connues ». Il admet toutefois qu'elles ne revêtent « pas toutes une égale solennité ».
Dès octobre 1878, à l'occasion de l'Exposition universelle de 1878, des festivités sont organisées par La Cigale, avec la présence de Théodore Aubanel, Louis Roumieux, Maurice-Louis Faure et Félix Gras, autour du buste et de la tombe de Florian. Aubanel  (primadié « très aimé du Félibrige parisien » selon Jacques Mouttet) prononce un discours « célébrant la langue provençale tout en se défendant de vouloir oublier la littérature française ».

## Félibrée
En 1879, pour célébrer le premier anniversaire de la découverte d'Arène et Vernier, la Société des félibres de Paris nouvellement constituée organise ce qu'elle appelle alors un « pèlerinage » à Sceaux : c'est la première félibrée proprement dite.
La première grande félibrée a lieu le 23 mai 1880, avec l'organisation d'un banquet, d'une cour d'amour, et de jeux floraux, ainsi que le couronnement du buste de Florian et la visite de sa maison (sise dans l'actuelle rue Florian). Deux ans, une plaque est apposée sur cette dernière.
Le déroulement de la félibrée se fixe de la sorte : accueil des félibres à la gare, défilé du cortège conduit par la fanfare municipale, puis « discours et couronnement du buste, évocations littéraires, joute poétique », banquet puis bal.
En 1884, la félibrée laisse place à la Sainte-Estelle, la première à se tenir au nord de la France, « un événement qui marquera l'histoire du Félibrige » pour Mouttet. Frédéric Mistral, auquel est réservé un « accueil extraordinaire », prononce un discours resté célèbre sur le quatre-centième anniversaire de l'union de la Provence à la France. On lui offre un livre d'or en son honneur, comportant autographes et dessins de nombreux artistes parisiens.
L'année suivante, la date de la félibrée cesse de coïncider avec celle de la Sainte-Estelle.
En 1889, Mistral participe pour la troisième fois à la félibrée. La même année, la tarasque est transportée en train à Sceaux.
Selon Thérèse Pila, se mettent en place au fil des années « des jeux floraux importants », avec « des invités prestigieux ». En revanche, la félibrée n'a pas cours durant la Grande Guerre, et ne reprend que ponctuellement en 1924, puis de façon continue à partir de 1929.
En 1930, la félibrée est organisée par la Fédération régionaliste française, et voit donc la participation de représentants de diverses provinces ainsi que d'Indochine. En 1934, on apporte de la terre venue de pays d'oc, pour la mêler symboliquement à celle du jardin des Félibres. En 1935, les festivités se déroulent au petit château, récemment acquis par la municipalité.
La félibrée est interrompue en 1938, pour y éviter la présence de délégations universitaires allemandes. En octobre 1947 ont lieu à nouveau des festivités, en présence du ministre de l'Intérieur et maire de Sceaux Édouard Depreux, mais aussi le secrétaire perpétuel de l'Académie française Georges Lecomte. Ivan Gaussen évoque alors « la reprise d'une tradition ».
La félibrée proprement dite reprend en 1949, à l'occasion de l'inauguration du buste de Jean Charles-Brun. Elle est déplacée au printemps. L'association des Nuits de Sceaux aide dorénavant à l'organisation.
En 1967, un comité d'organisation est confié à un membre de Pampres et Lys, qui effectue selon Jean Fourié une « reprise en main » de la manifestation.
En 1978, sont organisées des fêtes du centenaire. On organise notamment des joutes sétoises.
En 1980, on commémore le 150e anniversaire de la naissance de Frédéric Mistral. En 1984, c'est la deuxième Sainte-Estelle scéenne,avec des jeux d'échasses landaises et de nouveau des joutes nautiques.
Pour le bicentenaire de la mort de Florian, une exposition se tient en 1994, et une nouvelle édition de ses Fables, illustrée par le Scéen Roland Sabatier, est publiée.
En 2009, une exposition a lieu à l'occasion des 150 ans de la publication de Mireille. Un spectacle contemporain inspiré de l'ouvrage, ainsi qu'une lecture de traductions en diverses langues est donnée à cette occasion.
En outre, chaque année, une messe est dite en langue d'oc.

### Commentaires
Selon Mouttet, cette manifestation devient au fil des ans 

« une facilité pour ses relations internationales, mais également et surtout un moyen de manifester ses idées, de protester contre le centralisme, de faire entendre sa voix, d'agir auprès du pouvoir [en] profitant de la fréquentation de personnalités influentes et de la proximité de la capitale. »

Et Erwin Guldner d'ajouter : 

« [Ces pèlerinages annuels] ont donné lieu à des manifestations éclatantes et amené à Sceaux des écrivains, des savants et des hommes politiques illustres. Certaines de ces félibrées ont été des événements marquants dans l'histoire culturelle de la France. »

### Présidents
- 1879 : Théodore Aubanel[21]
- 1882 : Antoine Révillon[22]
- 1883 : Jacques Jasmin[21]
- 1884 : Frédéric Mistral[21]
- 1885 : Vasile Alecsandri[22]
- 1886 : Victor Balaguer[21]
- 1887 : Frédéric Mistral[21]
- 1888 : Manuel Ruiz Zorrilla[22]
- 1889 : Jules Simon, de l'Académie française[21]
- 1890 : Michel Bréal, de l'Académie des inscriptions et belles-lettres, professeur au Collège de France[21]
- 1891 : Ernest Renan, de l'Académie française, administrateur du Collège de France[21]
- 1892 : Émile Zola[21]
- 1893 : François Coppée, de l'Académie française[21]
- 1894 : Anatole France, de l'Académie française[21]
- 1895 : Jules Claretie, de l'Académie française[21]
- 1896 : Georges Leygues[22]
- 1897 : Benjamin-Constant, de l'Académie des beaux-arts[21]
- 1898 : André Theuriet, de l'Académie française[22]
- 1899 : Pierre Deluns-Montaud[22]
- 1900 : Félix Gras[21]
- 1901 : Henry Fouquier[22]
- 1902 : Émile Pouvillon[21]
- 1903 : Marcellin Berthelot, de l'Académie française[22]
- 1904 : Émile Gebhart, de l'Académie française[22]
- 1905 : Camille Pelletan[22]
- 1906 : Baptiste Bonnet[21] et Paul Mariéton[22]
- 1907 : Maurice Barrès, de l'Académie française[21]
- 1908 : Jean Richepin, de l'Académie française[22]
- 1910 : Jules Bois[22]
- 1911 : Charloun Rieu[22]
- 1912 : Gustave Rivet[22]
- 1931 : Jean Charles-Brun[5]
- 1934 : Marcel Prévost, de l'Académie française[5]
- 1950 : Gabriel Valay[5]
- 1951 : Vincent Auriol, président de la République[5]
- 1954 : Jean Geoffroy

- 1978 : André Chamson, de l'Académie française

### Jeux floraux
Les jeux floraux sont interrompus en 1913, et ne reprennent qu'en 1980.
Depuis 1980, le grand lauréat reçoit une fleur d'iris sauvage en métal.

#### Grands lauréats
- 1981 : André Degioanni (prose) et Jean Fourié (poésie)[23]
- 1988 : Raymond Gougaud (prose) et Maurice Ripert (poésie)[24]
- 1995 : Maurice Ripert (poésie) et Jacques Vedel (prose)[25]
- 2002 : Zéphirin Bosc[26]
- 2009 : Jean-Pierre Belmon[27]
- 2016 : Pierrette Cherbonnier[28]
- 2024 : Pierrette Cherbonnier[29]

### Colloques
Un colloque est organisé chaque année à partir des années 1980. En 1990, il est consacré à Alphonse Daudet, et en 2004 aux langues.

### Marché de Provence
Il a lieu durant la félibrée depuis 1997, le long de la rue Houdan.

## Organisations

### Association des méridionaux de Sceaux
L'association, fondée par Prosper Caraman (adjoint au maire de la ville), participe pour la première fois à la félibrée en 1971. Pendant quinze ans, elle entretient des relations suivies avec la Société des félibres de Paris.
Les Méridionaux se dotent d'un groupe de chant, La Cigaliero, dirigé par Georges Aubanel, qui enregistre avec Pampres et Lys un disque consacré à la Provence dans la collection « Chants et danses traditionnels de France » chez Festival.
Elle organise à l'approche de Noël 1974 une exposition intitulée « Cent-cinquante ans de santons : les crèches familiales ». Ce sont d'ailleurs aussi les Méridionaux qui sont à l'initiative de la foire aux santons en 1980.
Elle organise aujourd'hui des conférences, des cours, et des cafés d'oc.

#### Présidents
- 1969-1970 : Prosper Caraman
- 1970-2011 : Jacques Mourgues
- 2011-2018 : Claude Bressand
- depuis 2018 : Michel Bellon

### Comité félibréen
Créé en 2020, il comporte des représentants de la municipalité de Sceaux, du Félibrige, des Méridionaux de Sceaux, de la Société des félibres de Paris, et de la Veillée d'Auvergne.

## Lieux

### Institut Florian
L'Institut (ou fonds) Florian ouvre ses portes en 1973, grâce à la vaste donation effectuée par Léon Ancely en 1956 (6 000 volumes dédiés à la littérature d'oc). C'est Denise Danchot qui en achève le catalogage.
Installé au sein de la médiathèque depuis 1985, il s'est enrichi du fonds occitan donné par la Bibliothèque publique d'information.
Il demeure un des deux fonds spécialisés en études occitanes en région parisienne, avec la Bibliothèque de linguistique occitane et romane de la Sorbonne.

### Rue Théodore-Aubanel
Elle est inaugurée en 1987.

### Maison de Florian
La maison où a vécu Florian est signalée par une plaque de marbre blanc depuis 1882.

## Foire aux santons
En 1980, les Méridionaux de Sceaux sont à l'origine de la foire aux santons qui anime le centre-ville. Elle a lieu chaque année début décembre.

## Distinctions
Sceaux est proclamée « Cité félibréenne » en 1950, membre associé du Félibrige en 1982, et Cité mistralienne en 2024.

### Médaille de Florian
La ville attribue en outre depuis 1978 sa propre distinction, la médaille de Florian. Elle est remise chaque année dans les catégories bronze, argent, or, voire occasionnellement « grand or »

## Illustrations artistiques
Les activités félibréennes à Sceaux ont notamment inspiré plusieurs peintres, comme Émile Blanchon (Félibres et Cigaliers à Sceaux, 1897, museon Arlaten), Octave Guillonnet (Les Félibres, 1889, lycée Lakanal) ou Victor Maziès (Les Félibres à Sceaux, 1887, collection Fourcade), et le sculpteur Arturo Tejero (La Tarasque, 1978, ?).